# 谷口寛
谷口 寛（たにぐち ゆたか、1907年〈明治40年〉7月9日 - 1994年〈平成6年〉10月3日）は、日本の内務・警察官僚。内閣官房副長官、最後の官選奈良県知事。

## 経歴
三重県津市出身。谷口周三郎の長男として生まれる。第八高等学校を卒業。1929年10月、高等試験行政科試験に合格。1930年、東京帝国大学法学部英法科を卒業。内務省に入省し、京都府属となる。
以後、富山県の課長、静岡県警察部警務課長、神奈川県商工課長、内務事務官、警保局勤務、岐阜県経済部長、厚生省軍事保護院職業課長、内閣参事官などを歴任。
1947年3月、前任の野村万作が知事選に出馬のため辞任したことに伴い奈良県知事に発令された。知事選挙を執行して同年4月に退任。
1948年3月、国家地方警察大阪管区本部長に就任。国家地方警察本部次長、警察庁次長を経て、1954年8月、第5次吉田内閣の内閣官房副長官（事務担当）となり同年12月まで在任。
以後、理化学研究所監事、土地調整委員会委員長、日本自動車ターミナル常任監査役などを歴任した。